# Доходный дом И. М. Гальперина
Доходный дом И. М. Гальперина — здание-достопримечательность в Москве.

## Географическое расположение
Доходный дом И. М. Гальперина находится по адресу: Центральный административный округ, Пятницкая улица, дом 13, строение 1.

## История
В 1908 году началось строительство на заказ Ильи Марковича Гальперина, меховщика-миллионера. В 1909 году закончено по проекту архитектора Фёдора Шехтеля. На цокольном этаже располагался меховой салон. В здании работал магазин галантерейных товаров Николая Алексеевича Крестовникова, который был членом Московской городской думы и выборным из купеческого сословия Москвы. Во время СССР здесь продавали меха.
В XXI веке бывший доходный дом отремонтировали. Здесь находится ресторан.

## Архитектура
Архитектор Фёдор Шехтель. Доходный дом выдержан в стиле модерн и имеет элементы готики. У главного входа расположены два больших окна-витрины. Стены фасада заполнены керамической плиткой тёмно-зелёного цвета с глазурью. Такой тип выполнения облицовки фасада называется кабанчик, он часто используется в зданиях стиля модерн. Внешний вид дома вертикален и противоположен трём тягам, расположенных горизонтально. На последнем этаже находился аттик.
После ремонта аттик снесён и над ним построены мансарды.

## Отзывы
Из-за плитки Доходный дом И. М. Гальперина иногда называют «изумрудом Шехтеля».